# Arnold Spauwen
Arnold Spauwen (Maastricht, 23 december 1946 – Amsterdam, juni 2013) was een Nederlands dichter en schrijver die sinds 1968 in Amsterdam woonde en werkte. Van 1975 tot en met 1977 schreef hij onder het pseudoniem Sylvester Owen.

## Levensloop
Spauwen groeide op in een katholiek milieu in Zuid-Limburg, waar hij al vroeg zijn homoseksualiteit ontdekte. Zijn middelbareschooltijd bracht hij door op een jongensinternaat in Kerkrade. In 1968, hij was toen 22, verhuisde Spauwen naar Amsterdam, waar zich in snel tempo een uitgebreide homocultuur ontwikkelde. Spauwen beschreef die in zijn gedichten, waarin ook lichamelijke mannenliefde en mystieke liefde terugkerende thema's waren.
Spauwen begon als dichter, maar later legde hij zich toe op autobiografisch getinte romans waarin dezelfde onderwerpen terugkeerden.
Spauwens verzamelde proza verscheen in 2009 in de bundel Zielsveel. Zijn poëzie werd postuum gebundeld en eind 2022 door uitgeverij IJzer gepubliceerd onder de titel Zielsveel II/Spierliederen.

### Poëzie
- Watermaking (1966)
- Een Prinsiade (1975)
- De Witte Bruid, een verhaal van liefde (1976)
- Dertig (1976)
- Zeven kwatrijnen voor Joep (Sub signo libelli, 1977)
- Sextetten voor Siem (1979)
- Naar Maastricht in November (1984)
- Voor Maria van der Steen † (1987)
- Berichten uit de lichtstad (plano) (1990) (geen exemplaren van bekend)
- Mariakapelletjes I-V (1997)
- Driekoningen, een divina commedia (1997)
- Inwijdingsmuziek (1999)
- Spierliederen/Zielsveel II (postuum, 2022)

### Proza
- Euphemia (2003)
- De Jongensjongen (2004)
- Allerheiligen (2004)
- En ik schrijf in de hemel (2006)
- Zielsveel (2009; bevat alle voorgaande romans)